# Coccyzus vetula
Coccyzus vetula là một loài chim trong họ Cuculidae.